# Культин, Фёдор Сергеевич
Фёдор Сергеевич Культин (1920—1983) — участник Великой Отечественной войны, командир сапёрного отделения 21-го отдельного понтонно-мостового батальона 60-й армии Центрального фронта, сержант. Герой Советского Союза (1943).

## Биография
Родился 20 мая 1920 года в селе Липовка, ныне Сеченовского района Нижегородской области, в крестьянской семье. Русский.
В пятилетнем возрасте остался без отца. В 1932 году окончил Липовскую сельскую начальную школу и три года работал сельским письмоносцем, а с 1936 года начал трудиться в колхозе.
В Красную Армию был призван в ноябре 1940 года Сеченовским райвоенкоматом Горьковской области и направлен для прохождения действительной военной службы в понтонный полк, расквартированный в город Хотин Черновицкой области Украины. Учился в полковой школе, получив воинскую специальность понтонщика, а кроме этого овладел и сапёрным делом.
Участник Великой Отечественной войны с июня 1941 года, минировал мосты и железнодорожные пути, наводил понтонные переправы для отходящих частей Красной Армии. Полк, в котором он служил, понёс в первые месяцы войны значительные потери в личном составе и был отправлен на переформирование. В начале 1943 года сержант Культин Ф. С. вновь в действующей армии. Участвовал в боях на Курской дуге, но особо отличился при форсировании реки Днепр.
Командир сапёрного отделения отдельного понтонно-мостового батальона кандидат в члены ВКП(б) сержант Фёдор Культин 7 октября 1943 года во время переправы через Днепр в сорока километрах севернее столицы Украины — Киева, с бойцами вверенного ему подразделения потушил возникший на пароме пожар от сброшенных неприятелем зажигательных бомб. В течение двенадцати дней сержант Культин Ф. С. переправлял войска и боеприпасы, что обеспечило частям 60-й армии закрепление и расширение плацдарма на правом днепровском берегу.
В марте 1944 года Ф. С. Культин был принят в ряды ВКП(б)/КПСС. С наступающими частями он дошёл до Берлина. Затем Участвовал в советско-японской войне 1945 года.
В 1946 году старшина Культин Ф. С. демобилизован. Вернулся в родное село, где был избран председателем Липовского сельского Совета.
В 1953 году Ф. С. Культин переехал в столицу Татарской АССР — Казань, где жил в последнее время. Умер 28 февраля 1983 года. Похоронен в Казани на Аллее Славы.

## Награды
- Указом Президиума Верховного Совета СССР от 17 октября 1943 года за образцовое выполнение боевых заданий командования на фронте борьбы с немецко-фашистскими захватчиками и проявленные при этом мужество и героизм сержанту Культину Фёдору Сергеевичу присвоено звание Героя Советского Союза с вручением ордена Ленина и медали «Золотая Звезда» (№ 1767)[1].
- Награждён орденами Отечественной войны 1-й и 2-й степени, медалями.

## Память
- В селе Сеченово Нижегородской области в парке Победы имеется памятник в виде обелиска, где высечены имена Героев: Косов Д. А., Культин Ф. С., Андреев И. Ф., Митряев В. А., Гришин А. Ф.[2]